# Jean Amyot d'Inville
Pour les articles homonymes, voir Amyot d'Inville et Amyot.
 (mars 2008).
Si vous disposez d'ouvrages ou d'articles de référence ou si vous connaissez des sites web de qualité traitant du thème abordé ici, merci de compléter l'article en donnant les références utiles à sa vérifiabilité et en les liant à la section « Notes et références ».
Jean Amyot d’Inville, né le 23 avril 1942 à Meknès au Maroc, est conseiller en communication et directeur de collection. Il a créé et dirigé le Centre de communication de l’Ouest à Nantes.

## Biographie
Jean Amyot d’Inville est l’un des fils de Jacques Amyot d’Inville (1908-1943), saint-cyrien et officier de Légion étrangère, tué, au cours de la Seconde Guerre mondiale - en 1943 -, en Tunisie, et de Marie-Joseph Audren de Kerdrel. Plusieurs de ses oncles sont morts pour la France pendant la Seconde Guerre mondiale, dont Hubert Amyot d'Inville, « pacha » des Fusiliers marins - deux avisos ont porté son nom -, et Compagnon de la Libération, tué en Italie en 1944, en pleine guerre ; mais aussi Gérald, prêtre, mort en déportation en 1945. Le quatrième garçon, Guy, officier lui aussi, blessé puis prisonnier est revenu après la guerre - cette histoire a déjà été racontée, notamment dans un livre. Sa mère, née Marie-Josèphe Audren de Kerdrel (1914-2007), était professeur de sciences naturelles à Rennes.
Après ses études secondaires à l’Institution Saint-Martin de Rennes, il entre à l’École supérieure de journalisme de Paris. Parallèlement, il est documentaliste de 1961 à 1963 à la "Bonne Presse", devenue le groupe "Bayard presse". Il est reporter aux Armées en 1964-1965. De 1965 à 1974, il anime à Paris les services information relations publiques dans trois secteurs : industrie (groupe Schneider-Creusot, 20 000 salariés) ; Équipement du territoire (Caisse des dépôts) ; Centre national d'information pour le progrès économique (CNIPE, devenu Centre Inffo). Parallèlement, il est élu à 27 ans secrétaire général de l’Association française des relations publiques (Afrep) et, à ce titre, participe au développement de cette profession. 
Début 1975, il décide de revenir dans l’Ouest et devient à Nantes le premier directeur de la communication de la Région des Pays de la Loire auprès du Préfet et des présidents d'assemblées régionales. Il y crée notamment des groupes information ainsi que le "Club relations publiques des Pays de la Loire", devenu "Apecom" (1976). Puis il imagine et dirige le Centre de communication de l’Ouest (CCO) - que va présider Gilles Bouyer, structure originale dans sa conception pluraliste, son financement (32 investisseurs), son fonctionnement (350 partenaires et clients) et son animation (600 activités dont plus 150 débats publics par an). À ce titre il est à l’origine de beaucoup d'initiatives inédites dans les domaines de l’accueil, l’animation, la découverte de l’économie, de la littérature, du cinéma et du multimédia (1982-1989 et 1993-2002). Entretemps il a été directeur général de la future Cité internationale des congrès (1987-1990), puis délégué de "Nantes TV Câble" où il a projeté un modèle original de télévision coopérative (1991-1992).
Officiellement "en retraite" en 2002, il crée l'Observatoire des médias à l'Université permanente de Nantes ; est nommé au Conseil supérieur de l'audiovisuel à Rennes en 2003 ; et dirige la collection "Les régionaux qui font la France" depuis 2006. Il est membre du Bureau de plusieurs structures, parmi lesquelles l'Académie littéraire de Bretagne et des Pays de la Loire, dont il est vice-chancelier depuis 2007.

## Ouvrages publiés
- Au pied de la tour, une aventure de communication. Préface de Jean-Marie Cavada. Pierre Gauthier, éditeur (1991).
- Les Têtes, découverte des personnalités de l'Ouest, codirecteur de collection : Denis Roux (vingt ouvrages ayant présenté 5 000 personnes), éditions CCO (1988-1992), "Rédactuel" (1993-2000) et "Inter Régies" (2001-2002).
- Participation aux « Cahiers » de l’Académie littéraire de Bretagne et des Pays de la Loire (depuis 1995).
- Clubs en Loire-Atlantique, le guide des cercles et des réseaux. Coauteur avec Isabelle Labarre, éditions du Puits fleuri (1997).
- Journal d'un entremetteur. Une décennie à Nantes (1993-2002)[4], éditions Siloë (2004).
- Réussir ! Des parcours d’exception (premier ouvrage de la collection « Les Régionaux qui font la France »), en collaboration avec la Banque Populaire Atlantique, éditions Ouest-France (2007).
- Les Régionaux qui font la France (Loire-Atlantique) Cinq portraits inédits de Jean-François Chatal, Michel Decré, Chantal Gobin, Patrick Guénet et Jean-Claude Jaunait). Coauteur avec Thomas Girard-Lamaury, éditions Siloë (2010).
- Une vie de com' avec un "aime". Préfacé par Philippe Gildas, éditions d'Orbestier (2013).

## Créations
- Les "Singers boys" (1960) et la "Route de Lourdes" (de 1961 à 1967).
- Renouveau de la revue "La Maison de verre", comme rédacteur en chef (de 1969 à 1974).
- "Club Relations publiques des Pays de la Loire", devenu "Apecom" (de 1976 à 1981).
- Études sur les médias et l’information à l’Institut régional d’administration (de 1976 à 1985).
- Première réunion sur l’information des Régions françaises (1978).
- Prix régional de communication des Pays de la Loire (de 1978 à 1988).
- "Club Loire-Atlantique" (Cla) de Rire (depuis 1989).
- "Centre de communication de l’Ouest" (de 1980 à 1989 et de 1993 à 2002) avec notamment : "Direct", lettre régionale d’information sur les médias (de 1982 à 1995), "Les Livres de l’Ouest" (depuis  1983), "Espace microinformatique régional" (de 1984 à 1992), "Club information" (de 1993 à 2001), "Accueil des nouveaux Nantais" (depuis 1993), "Journées médias actualité" (de 1994 à 2002), "Un auteur, un jour" (depuis 1995), "Le Café littéraire" (depuis 1998), le "Grand écran" (de 1996 à 2005), "Les Rendez-vous de l’économie" (de 1998 à 2002), "Forum l’émission multimédia" (de 1998 à 2005), site Internet : "les1000 de l’Ouest.com" (depuis 2000), etc.
- "Observatoire universitaire des médias" (depuis 2002).
- Collection "Les Régionaux qui font la France" (depuis 2006), en collaboration avec Thomas Girard-Lamaury.

## Distinctions
- Chevalier de la Légion d'honneur
- Officier des Palmes académiques
- Membre d’honneur du Press-club de France (1996)
- Prix spécial du « Grand prix des relations presse » (1998), etc.